# Leszczyny (Szydłowiec)
Pour les articles homonymes, voir Leszczyny.
Leszczyny [lɛʂˈt͡ʂɨnɨ] est un village polonais de la gmina de Chlewiska, du powiat de Szydłowiec et dans la voïvodie de Mazovie dans le centre-est de la Pologne.
Il est situé à environ 5 kilomètres au sud de Chlewiska, 8 kilomètres au sud-ouest de Szydłowiec et à 115 kilomètres au sud de Varsovie.
Sa population compte 44 habitants en 2008.